# Procladius serratus
Procladius serratus är en tvåvingeart som först beskrevs av Jean-Jacques Kieffer 1909.  Procladius serratus ingår i släktet Procladius och familjen fjädermyggor. Arten har ej påträffats i Sverige. Inga underarter finns listade i Catalogue of Life.